# Anthony Campitelli
Anthony Campitelli (Castel Frentano, 20 dicembre 1911 – Bethesda, 18 settembre 2004) è stato un architetto statunitense.
Anthony Campitelli, è stato un noto architetto italo-americano che ha progettato chiese, centri commerciali e uffici nella zona di Washington e che è stato socio di una società di sviluppo immobiliare. È morto il 18 settembre 2004 al Suburban Hospital . Visse a Bethesda.

## Biografia
Campitelli, nativo di Castel Frentano un piccolo borgo dell'Abruzzo, in Italia, immigrò negli Stati Uniti nel 1928 insieme alla madre ed alla sorella per raggiungere il padre. In seguito diventa un importante architetto e costruttore della città di Washington, D.C., che continua a mantenere vivi i legami con Castel Frentano attraverso finanziamenti a molti enti locali della sua città natale. Visse a Filadelfia prima di stabilirsi nella zona di Washington nel 1940. Nel 1941, collaborò con un altro immigrato, Nathan Brisker, per formare l'Housing Development Corp., una società che ha costruito migliaia di case, condomini, centri commerciali e uffici nel corso dei successivi 50 anni.
Tra i progetti di Campitelli figurano la chiesa cattolica di Nostra Signora della Misericordia e l'annessa scuola di Bethesda, la chiesa di Santa Croce e la sua scuola di Garrett Park, Silver Spring Plaza e la 540 unità di torri universitarie e un complesso di appartamenti a Wheaton, dove l'azienda ha avuto il suo ufficio. Inoltre progettò e sviluppò diverse suddivisioni abitative a Montgomery e contee di Prince George, utilizzando artigiani italiani per i dettagli più fini degli edifici. Il lavoro preferito da Campitelli fu la ristrutturazione in stile rinascimentale della Casa Italiana
nel 1981, di un centro sociale italiano accanto alla chiesa del Santo Rosario nel centro di Washington.
Campitelli mantenne un forte interesse per la cultura italiana e ricevette la Stella della Solidarietà da parte del governo italiano. Nella sua città natale, a Castel Frentano, finanziò il restauro di alcune chiese antiche come quella del Rosario accanto la parrocchia di santo Stefano,e di una scuola materna fondata nel 1915, tutt'oggi funzionante dedicata ad Antonio e Rosina Caporali, accanto alla quale si trova un piccolo giardino a lui dedicato in segno di riconoscenza e che si affaccia sul sagrato della chiesa parrocchiale. 
Era un pittore compiuto, scultore e musicista. Fu membro dell'American Institute of Architects e Congressional Country Club. Alla sua morte è stato istituito un Fondo di lui intitolato, per cui restauro di altri monumenti a Castel Frentano.